# Benjamin Dodwell
Benjamin Philip Dodwell (conocido como Ben Dodwell; Melbourne, 17 de abril de 1972) es un deportista australiano que compitió en remo.
Participó en tres Juegos Olímpicos de Verano, obteniendo una medalla de bronce en Sídney 2000, en la prueba de cuatro sin timonel, el quinto lugar en Barcelona 1992 (ocho con timonel) y el sexto en Atlanta 1996 (ocho con timonel). Ganó una medalla de plata en el Campeonato Mundial de Remo de 1999, en el cuatro sin timonel.

## Palmarés internacional
| Juegos Olímpicos   | Juegos Olímpicos        | Juegos Olímpicos  | Juegos Olímpicos   |
| Año                | Lugar                   | Medalla           | Prueba             |
| ------------------ | ----------------------- | ----------------- | ------------------ |
| 2000               | Sídney (Australia)      | Medalla de bronce | Cuatro sin timonel |
| Campeonato Mundial |                         |                   |                    |
| Año                | Lugar                   | Medalla           | Prueba             |
| 1999               | St. Catharines (Canadá) | Medalla de plata  | Cuatro sin timonel |